# سوگواری پسری که در مرگ پدر
 سوگواری پسری که در مرگ پدر، نگاره ای از نسخه‌ی کتاب منطق الطیر اثر عطار نیشابوری می‌باشد که در قرن هشتم هجری قمری تولید شده‌است. نگارگری این صفحه از کتاب اثر کمال‌الدین بهزاد است و خوشنویسی آن به خط نستعلیق و به قلم سلطان‌علی مشهدی می‌باشد.

## موضوع
تصویرسازی این اثر مربوط به داستانی از منطق الطیر عطار است. هدهد در پاسخ به پرنده‌ای که موضوع ترس خود از مرگ را مطرح می‌کند، داستان پسر و پدری را شرح می‌دهد. در داستان پسر در جلوی تابوت پدرش بسیار اندوهگین است و صوفی ای که نزد اوست وی را آرام می‌کند و توضیح می‌دهد که پدرش در دنیا رنجهای بسیاری را تجربه کرده‌است و هیچکس نمی‌تواند از مرگ فرار کند. این داستان در حکایت عذر آوردن مرغان به این صورت آمدهː
| پیش تابوت پدر می‌شد پسر        |  | اشک می‌بارید و می‌گفت ای پدر  |
| این چنین روزی که جانم کرد ریش |  | هرگزم نامد به عمر خویش پیش  |
| صوفیی گفت آنک او بودت پدر     |  | هرگزش این روز هم نامد به سر |
| نیست کاری کان پسر را اوفتاد   |  | کار بس مشکل پدر را اوفتاد   |
| ای به دنیا بی سر و پای آمده   |  | خاک بر سر باد پیمای آمده    |
| گر به صدر مملکت خواهی نشست    |  | هم نخواهی رفت جز بادی بدست  |

در این نگاره، صحنه‌ای از گورستان و لحظه‌ای که متوفی را به سوی گورستان حمل می‌کنند را نشان می‌دهد. در پس زمینه سوژه‌های دیگری نیز وجود دارد که به روایت اصلی داستان مربوط نیست اما بر اساس درون مایه اصلی داستان و به قصد رمزگشایی توسط مخاطب تصویرسازی شده‌است. 